# ریتم (فیلم ۲۰۰۰)
«ریتم» (تامیلی: ரிதம்) فیلمی در ژانر رمانتیک است که در سال ۲۰۰۰ منتشر شد. از بازیگران آن می‌توان به مینا اشاره کرد.